# Dąbrowa Wielka (województwo kujawsko-pomorskie)

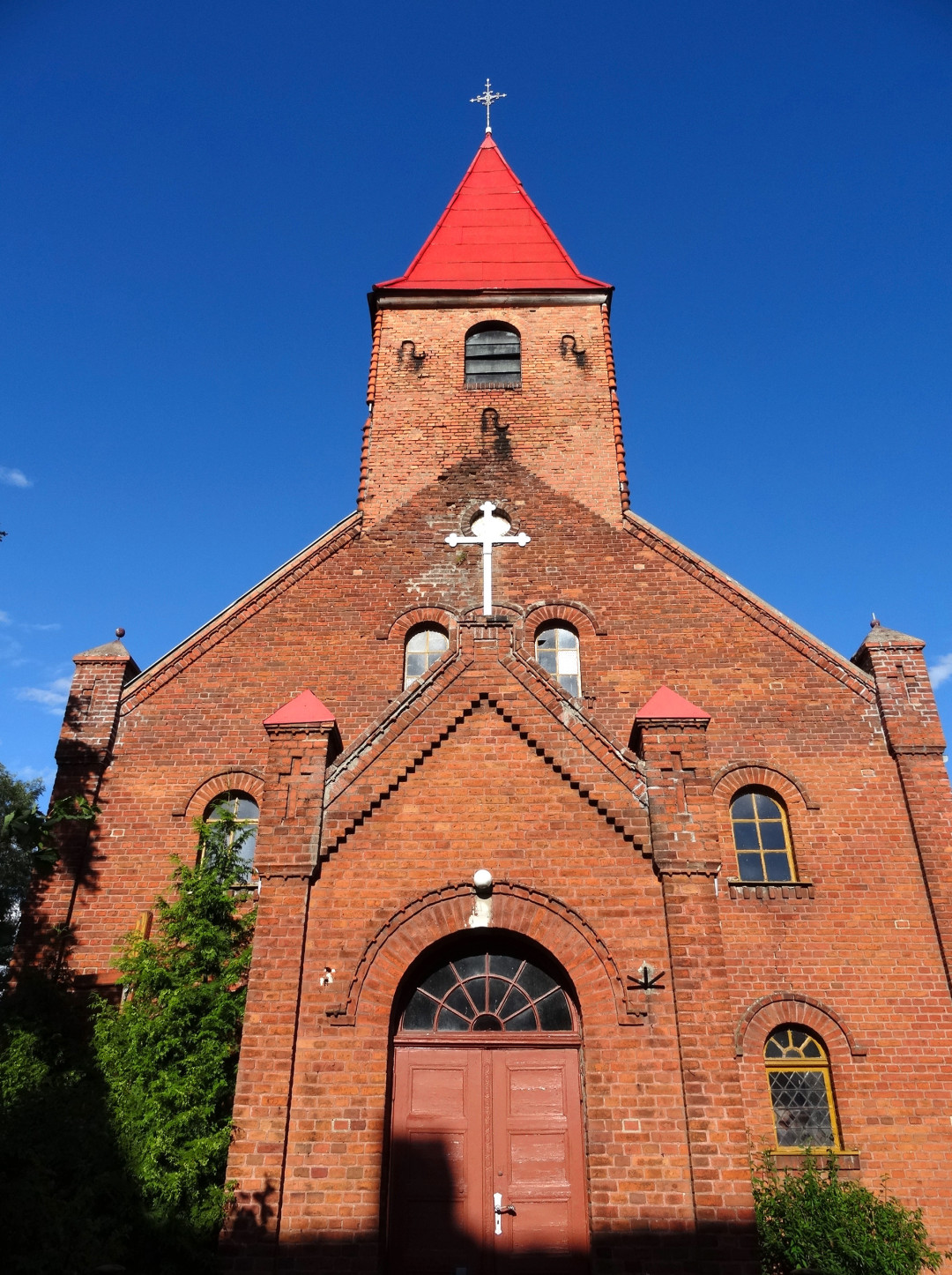
Kościół poewangelicki Matki Bożej Królowej Polski (1876)

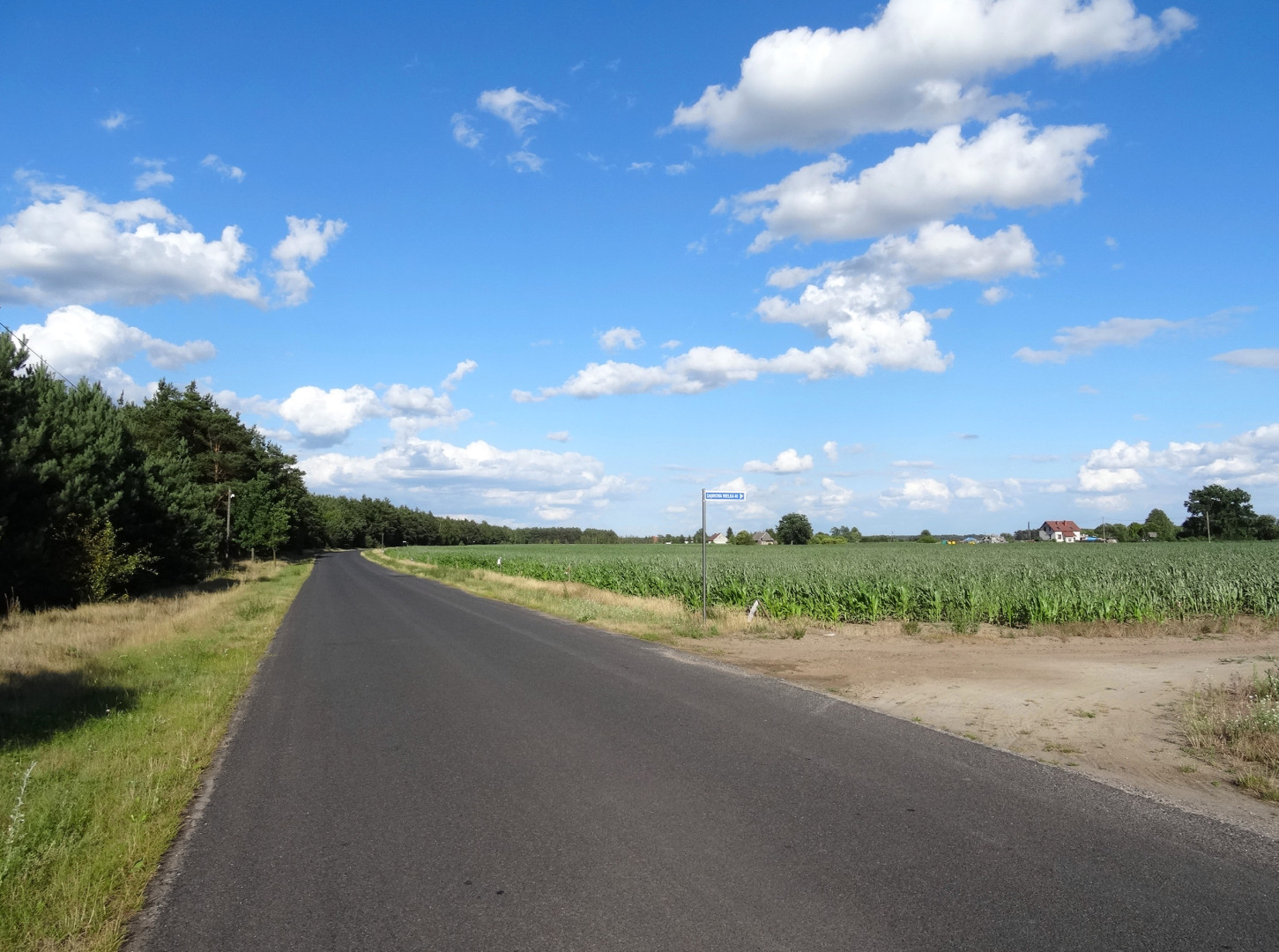
Droga do Nowej Wsi Wielkiej

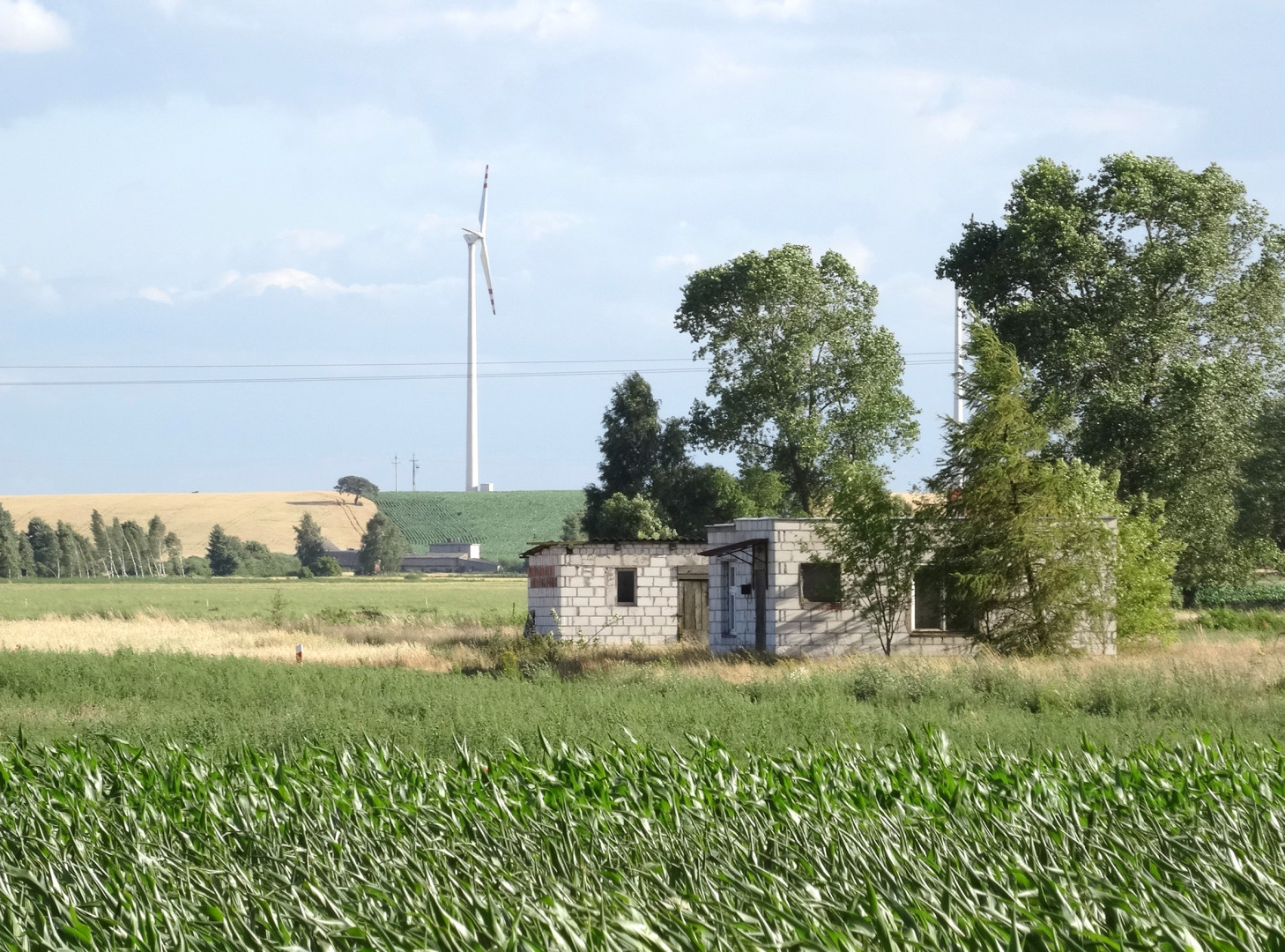
Pola uprawne

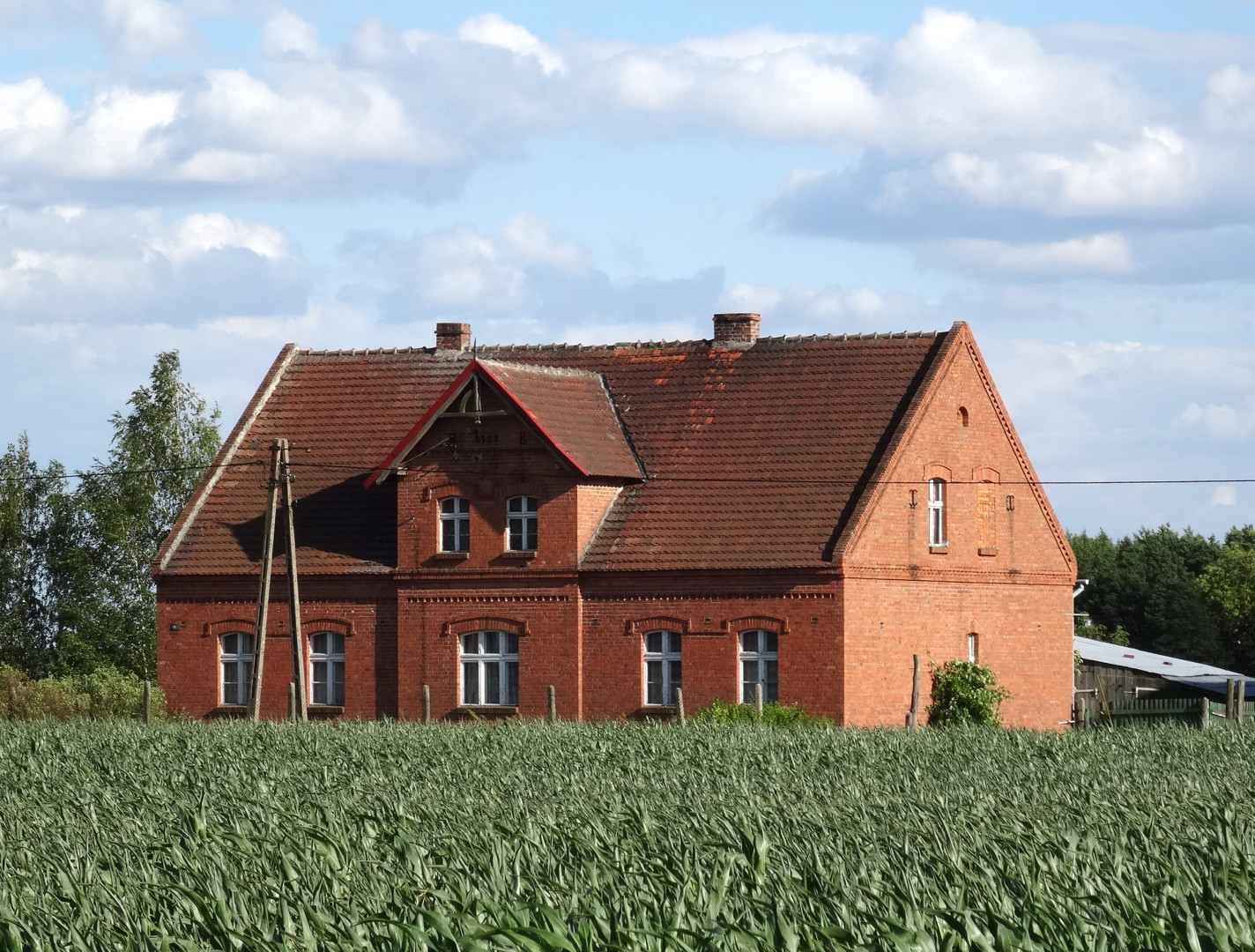
XIX-wieczna zabudowa

Dąbrowa Wielka – wieś w Polsce położona w województwie kujawsko-pomorskim, w powiecie bydgoskim, w gminie Nowa Wieś Wielka.
W latach 1950–1998 miejscowość administracyjnie należała do województwa bydgoskiego.

## Położenie
Dąbrowa Wielka to wieś sołecka usytuowana na południowym skraju Puszczy Bydgoskiej, gminy Nowa Wieś Wielka oraz powiatu bydgoskiego. Od zachodu graniczy z Nową Wioską i Tarkowem Dolnym, od wschodu ze Starą Wsią (gmina Rojewo), od północy poprzez pas lasu z Leszycami, a od południa poprzez szeroki pas łąk z Bronimierzem (gmina Złotniki Kujawskie).
Pod względem fizyczno-geograficznym leży w obrębie Pradoliny Toruńsko-Eberswaldzkiej w mezoregionie Kotlina Toruńska.

## Charakterystyka
Dąbrowa Wielka to wydłużona wieś w kierunku wschód-zachód, której osią jest droga powiatowa 1552C połączona z drogą krajową nr 25 w Tarkowie Dolnym. Wieś od północy przylega do Puszczy Bydgoskiej, a od południa otwarta jest na pas łąk o szerokości 2–5 km, które porastają zatorfiony południowy szlak odpływu wód w Kotlinie Toruńskiej. Wśród łąk znajduje się sieć kanałów melioracyjnych, a odwadnia je Kanał Zielona Struga, na dalszym poprzez Puszczę Bydgoską uchodzący do Wisły. Bór sosnowy na północ od wsi porasta pas wydm śródlądowych o wysokości względnej dochodzącej do 15 m.
Łącznie w sołectwie Dąbrowa Wielka jest 192 ha gruntów ornych (w tym tylko 5 ha gruntów IV klasy bonitacyjnej, pozostałe to klasa V i VI), 251 ha łąk, 25 ha pastwisk oraz 215 ha lasów.
W miejscowości znajduje się zabytkowy kościół parafialny pod wezwaniem Matki Bożej Królowej Polski, wzniesiony w 1876 roku, przed 1945 rokiem – zbór ewangelicki. Do ciekawszych obiektów należy także ciąg dawnych gospodarstw osadników niemieckich, szkoła i plebania.
Na tym terenie znajdują się również materialne ślady po obozie pracy z czasów II wojny światowej wraz z reliktami ziemianek.
Nazwą Dąbrowa określa się również leśnictwo, które wchodzi w skład Nadleśnictwa Solec Kujawski. Jego powierzchnia wynosi 663 ha z czego 623 ha to powierzchnia leśna a 40 ha stanowi powierzchnię nieleśną. Około 18 ha stanowią lasy prywatne.
Na terenie wsi zlokalizowane są dwa nieczynne cmentarze ewangelickie.

## Historia
Wieś Dąbrowa należąca do starostwa bydgoskiego powstała w latach 90. XVII w. Wizja starostwa i wójtostwa bydgoskiego z 1711 r. stwierdza, że we wsi mieszkało 5 gospodarzy, obsiewających pola, którzy mieli po parze wołów. Wcześniej było tu 15 gospodarzy, którzy „dla ciężkich podatków domów swych odstąpili”. Byli to olędrzy osadzeni na podstawie kontraktu czynszowego nadanego przez wójta bydgoskiego. W czasie wojny północnej wieś została zupełnie opuszczona wskutek gwałtów i grabieży, jakich dopuszczały się przemieszczające się wojska. W 1717 roku we wsi mieszkał tylko jeden gospodarz o nazwisku Bekier, zaś domostwa były „opustoszone i wniwecz obrócone”.
W 1732 roku wieś otrzymała kontrakt osadniczy olęderski na 50 lat nadany przez wójta bydgoskiego Stanisława Poniatowskiego, potwierdzony przez króla Augusta II. W inwentarzu wójtostwa bydgoskiego z 1744 r. podano, że we wsi na 15 włókach ziemi uprawnej mieszkało 31 gospodarzy o holenderskich, względnie niemieckich nazwiskach. Była to jedna z większych i w związku z tym najwyżej oczynszowanych wsi wójtostwa bydgoskiego. Gospodarze oprócz opłaty podatków (czynsz, pogłówne, hiberna, wgajne) obowiązani byli wozić drewno oraz siano do dworu, za co otrzymywali określoną porcję piwa z browaru starościńskiego. W 1752 r. na północny wschód od wsi, między Leszycami, a Chrośną założono wieś Dąbrowa Mała. Odtąd dla odróżnienia wieś nazywano Dąbrowa Wielka. W 1753 r. odnotowano, że we wsi mieszka 23 olędrów, którzy płacili rocznie 882 złotych polskich. Tuż przed I rozbiorem Polski we wsi Dąbrowa Wielka mieszkało 26 gospodarzy, którzy uprawiali 15 włók ziemi oraz płacili rocznie 982 złote podatków. Posiadali prawo poboru drewna z lasów wójtowskich (Puszczy Bydgoskiej) oraz wolni byli od szarwarków na rzecz dworu. We wsi już w 1744 roku istniała karczma. Jej właścicielem był ogół obywateli wsi, zaś szynkarz miał obowiązek sprzedawać wyłącznie piwo i gorzałkę pochodzącą z browaru starosty bydgoskiego.
Z mapy topograficznej Friedricha von Schröttera (1798–1802) wynika, że wieś rozciągała się na długości kilku kilometrów wzdłuż drogi biegnącej na skraju Puszczy Bydgoskiej. Na skraju lasu zlokalizowane były pola uprawne, a na południe od nich rozległe łąki służące wypasowi zwierząt.
Wieś rozrosła się wskutek napływu kolonistów niemieckich. Spis miejscowości rejencji bydgoskiej z 1833 r. podaje, że w folwarku Dąbrowa w powiecie bydgoskim mieszkało 118 osób (106 ewangelików, 12 katolików) w 12 domach. Według opisu Jana Nepomucena Bobrowicza z 1846 r. we wsi istniała filialna świątynia ewangelicka. Kolejny spis z 1860 r. podaje, że we wsi Gross Dombrowo mieszkało 363 osób (357 ewangelików, 1 katolik, 5 Żydów) w 54 domach. Folwark Dombrowo liczył natomiast 73 mieszkańców (71 ewangelików, 2 katolików) w 11 domach. We wsi istniała szkoła elementarna, a w 1876 r. zbudowano zbór ewangelicki. Pod koniec XIX wieku nazwę miejscowości zniemczono na Elsendorf.
Słownik geograficzny Królestwa Polskiego dla roku 1884 podaje, że Dąbrowa Wielka (niem. Elsendorf) była dużą wsią położoną na południowym krańcu powiatu bydgoskiego. Mieszkało tu 493 osób (488 ewangelików, 3 katolików, 8 Żydów) w 62 domach. Nieopodal znajdowała się także wieś Dąbrowa Mała (niem. Mittenwalde), w której mieszkało 192 mieszkańców (190 ewangelików, 2 katolików) w 22 domach. Jak wynika z podziału wyznaniowego, przytłaczającą większość mieszkańców stanowili Niemcy.
Podczas powstania wielkopolskiego Dąbrowa Wielka znalazła się czasowo pod kontrolą oddziałów polskich usiłujących zbliżyć się do Bydgoszczy. Dla upamiętnienia walk w 1932 r. postawiono pomnik powstańca w Dąbrowie (w miejscu, gdzie poległ pierwszy powstaniec, 18-letni Olejniczak). W styczniu 1920 roku na mocy traktatu wersalskiego miejscowość znalazła się w granicach odrodzonej Polski. Przywrócono wówczas polską nazwę miejscowości Dąbrowa Wielka.
Spis ludności z dnia 30 września 1921 r. wykazał, że wieś Dąbrowa Wielka wchodząca w skład powiatu bydgoskiego liczyła 410 mieszkańców (2 Polaków, 408 Niemców), którzy zamieszkiwali 74 domów. Była to obok Chrośny i Dąbrowy Małej wieś o największym udziale Niemców w populacji.
Do 1934 r. Dąbrowa Wielka była gminą wiejską o powierzchni 680 ha. Istniało tu 61 gospodarstw należących do mniejszości niemieckiej, które obejmowały łącznie 90% powierzchni wsi. Od 1934 r. była gromadą wchodzącą w skład gminy Solec Kujawski i obejmowała wsie Dąbrowa Wielka i Nową Wioskę. We wsi istniała szkoła elementarna, która powstała prawdopodobnie jeszcze w okresie pruskim. Językiem wykładowym w szkole był niemiecki.
Podczas okupacji niemieckiej wieś wchodziła w skład nowo utworzonej gminy Nowa Wieś Wielka, do czasu gdy gminę tę rozwiązano i wcielono do gminy Solec Kujawski. W 1941 r. miejscowość liczyła 360 mieszkańców. W tym czasie Niemcy zniszczyli we wsi pomnik Powstańca Wielkopolskiego.
W styczniu 1945 r. opuszczone gospodarstwa poniemieckie przekazano Polakom przybyłym z głębi kraju, zaś kościół ewangelicki przekazano katolikom. W latach 1945–1967 był to kościół filialny parafii Niepokalanego Poczęcia Najświętszej Maryi Panny w Nowej Wsi Wielkiej.
W latach 1945–1954 Dąbrowa Wielka była gromadą wiejską wchodząc w skład gminy Solec Kujawski. Gromada obejmowała wsie: Dąbrowy Wielkie i Nową Wioskę, natomiast leśnictwo Dąbrowy Wielkie wchodziło w skład gromady Leszyce. W 1948 roku gromada posiadała powierzchnię 934 ha i zaludnienie 630 osób.
W 1948 r. w miejscowości istniały dwie szkoły powszechne (dwuklasowa i jednoklasowa) w budynkach gminnych. W 1951 r. uczyło się w nich 87 dzieci, a obsadę placówek stanowiło 3 nauczycieli. W 1962 r. bazę lokalową poszerzono o dawną pastorówkę, a od 1966 r. szkoła realizowała pełny program 8-klasowy. W 1974 r. obniżono stopień organizacyjny szkoły, likwidując klasy VI–VIII i przekształcając ją w punkt filialny szkoły w Nowej Wsi Wielkiej. Jednocześnie otwarto ognisko przedszkolne dla dzieci 6-letnich. W końcu lat 40. XX w. w miejscowości założono również punkt biblioteczny oraz świetlicę.
W latach 1947–1953 w dyskusjach na temat nowego podziału administracyjnego prowadzonych między starostwem bydgoskim a samorządami, przedstawiciele wsi opowiadali się za przywróceniem gminy Nowa Wieś Wielka i włączeniem do niej wsi Dąbrowa Wielka. Reforma administracyjna z 25 września 1954 r. nie uwzględniła jednak woli mieszkańców, gdyż miejscowość włączono do powiatu inowrocławskiego do nowo utworzonej gromady Broniewo. 27 marca 1957 r. w ramach korekty terytorialnej wieś wyłączono z gromady Broniewo i wcielono do gromady Nowawieś Wielka w powiecie bydgoskim.
W latach 1961–1964 wieś zelektryfikowano, a w 1966 r. utwardzono drogę Tarkowo Dolne-Dąbrowy Wielkie. W 1968 r. prymas Polski kardynał Stefan Wyszyński erygował we wsi parafię Matki Bożej Królowej Polski. Od 1978 r. połączono funkcje proboszcza parafii w Dąbrowie Wielkiej i w Nowej Wsi Wielkiej.
Od 1 stycznia 1973 r. nazwę wsi zmieniono z „Dąbrowy Wielkie” na Dąbrowę Wielką. W latach 1978–1980 do sołectwa przyłączono czasowo zlikwidowane sołectwo Leszyce. W 1995 r. zlikwidowano szkołę filialną we wsi, a dzieci włączono do obwodu szkolnego w Nowej Wsi Wielkiej.

## Statystyka
Poniżej podano wybrane informacje statystyczne dotyczące wsi Dąbrowa Wielka na podstawie Banku Danych Lokalnych GUS.
Narodowy Spis Powszechny 2002 wykazał, że we wsi Dąbrowa Wielka mieszkało 227 osób w 74 gospodarstwach domowych. Wykształcenie wyższe lub średnie posiadało 6% populacji. We wsi znajdowały się 44 budynki z 54 mieszkaniami. 80% mieszkań zostało wzniesionych przed 1945 rokiem, a tylko 11% w latach 1989–2002.
Narodowy Spis Powszechny 2011 odnotował 224 mieszkańców Dąbrowy Wielkiej. Była to tylko połowa liczby ludności wsi z II połowy XIX wieku. W 2013 r. działalność gospodarczą prowadziło 10 podmiotów, w tym 9 osób fizycznych. W latach 2008–2013 oddano do użytku 4 mieszkania, co stanowiło zaledwie 1% nowych mieszkań wzniesionych w tym czasie w całej gminie Nowa Wieś Wielka.